# Argythamnia proctorii
Argythamnia proctorii là một loài thực vật có hoa trong họ Đại kích. Loài này được J.W.Ingram mô tả khoa học đầu tiên năm 1967.